# 谺春香
谺 春香（こだま はるか、本名:久保タネ、3月24日生）は元宝塚歌劇団星組男役の人物である。大阪府大阪市西区九条出身。育英高等家政女学校出身。宝塚歌劇団時代の愛称はターチャン。

## 来歴・人物
1938年、28期生として、宝塚少女歌劇団（現在の宝塚歌劇団）に入団する。宝塚入団時の成績は29人中2位。
1940年、花組公演『世界の詩集』で初舞台。
1953年3月25日、宝塚歌劇団退団。

## 宝塚歌劇団時代の主な舞台出演
- 『ピノチオ』（花組）（1942年3月26日 - 4月24日、宝塚大劇場）
- 『狸の兄弟』（花組）（1942年6月26日 - 7月24日、宝塚大劇場）
- 『悠久日本』（花組）（1943年1月1日 - 1月24日、宝塚大劇場）
- 『第二の戦士』『太陽の子供達』（花組）(1943年3月26日 - 4月25日、宝塚大劇場）
- 『愛の合唱』『日の丸船隊』（花組）（1943年6月26日 - 7月25日、宝塚大劇場）
- 『軍神』（月組）（1944年1月1日 - 1月24日、宝塚大劇場）
- 『カルメン』（雪組）（1946年4月22日 - 5月30日、宝塚大劇場）
- 『ファイン・ロマンス』（雪組）（1947年2月1日 - 2月27日、宝塚大劇場）
- 『南の哀愁』（雪組）（1947年6月1日 - 6月29日、宝塚大劇場）
- 『ロマンス・パリ』（星組）（1949年2月18日 - 3月9日、宝塚大劇場）
- 『想ひ出の薔薇』（星組）（1949年6月1日 - 6月20日、宝塚大劇場）